# ویلی بامگارتنر
ویلی بامگارتنر (انگلیسی: Willy Baumgärtner؛ ۲۳ دسامبر ۱۸۹۰ – ۱۶ نوامبر ۱۹۵۳) یک بازیکن فوتبال آلمانی بود. او با ۱۷ سال و ۱۰۴ روز سن، جوانترین بازیکن تاریخ تیم ملی آلمان است. او از ۱۶ مارس ۱۹۰۹ تا ۲۴ آوریل ۱۹۱۰، چهار بازی برای تیم ملی آلمان انجام داد. دار بود.